# 姜齐贤
姜齐贤（1905年—1976年6月3日），字竹林，湖南省娄底市娄星区老街人。中国人民解放军开国少将。

## 生平
1920年，其毕业于涟壁高等小学堂，次年考入湖南湘雅医科大学，后担任湘军三师十二团营军医，后随部队改国民革命军一师二团一营任军医。之后，参加中国工农红军，任中央苏区红三军第七师医务主任，次年任红一军团卫生部部长。之后参加长征。抵达陕北后，经陈赓、黄励介绍加入中国共产党。1937年，担任军委总卫生部部长、八路军前线总卫生部部长，后任晋察冀军区卫生部长、卫生部政治委员。1949年，任中央军委卫生部副部长。1954年6月，任总后勤部兽医局局长兼政治委员，主持召开全国兽医工作会议。1955年，被授予少将军衔，获二级八一勋章、一级独立自由勋章、一级解放勋章。1956年7月，任中华人民共和国农业部副部长。1976年，病逝于北京。
女儿姜平是开国上将贺炳炎之妻。